# Wallace Shawn

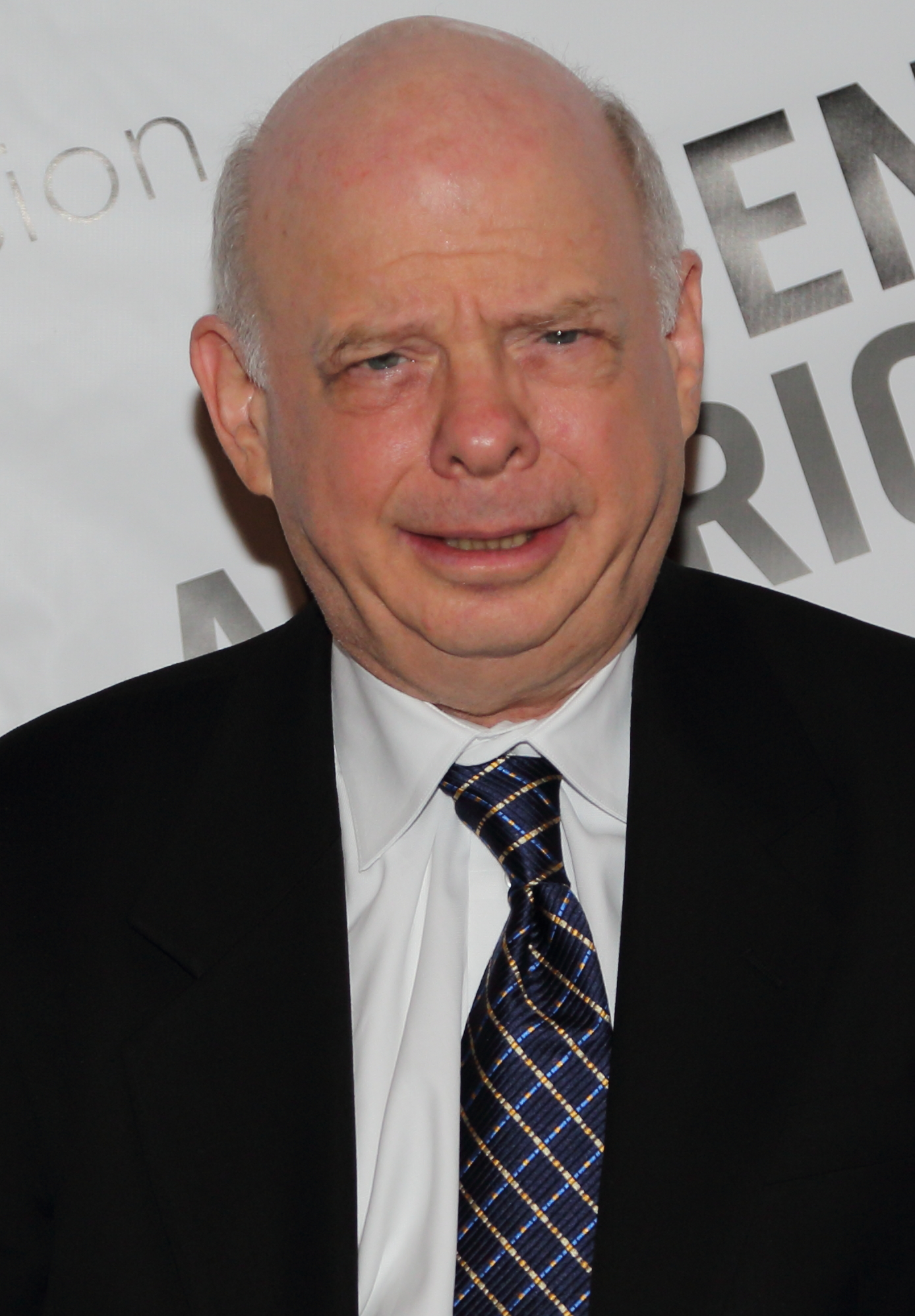
Wallace Shawn, 2014

Wallace Shawn (* 12. November 1943 in New York) ist ein US-amerikanischer Schauspieler, Regisseur in Theater, Film und Fernsehen sowie Autor.

## Wirken
Shawn wurde am 12. November 1943 in New York City als Sohn einer jüdischen Familie geboren. Seine Mutter Cecille (geb. Lyon) war Journalistin, sein Vater William Shawn war zwischen 1952 und 1987 Herausgeber des Magazins The New Yorker. Shawn hat zwei jüngere Zwillingsgeschwister: den Komponisten Allen Shawn sowie seine Schwester Mary, die autistisch ist und in einer Einrichtung lebt. Wallace Shawn studierte in Harvard und an der University of Oxford Philosophie, Geschichte und Politik.
Bekannt wurde Shawn zunächst als Autor und Produzent zahlreicher Theaterstücke in der New Yorker Theaterszene, am bekanntesten wurde Das Fieber (The Fever, 1990). Zur Verfilmung von The Fever schrieb Shawn auch das Drehbuch. Weitere bekannte Stücke von ihm sind unter anderem Marie and Bruce (1978), das mit dem Obie Award ausgezeichnete Aunt Dan and Lemon (1985), The Designated Mourner (1997) und Grasses of a Thousand Colors (2008). Im Jahr 2006 brachte er eine selbst bearbeitete Version von Bertolt Brechts Die Dreigroschenoper an den Broadway. Gemeinsam mit seinem Freund, dem Theaterregisseur André Gregory, schrieb er das Drehbuch und spielte die Hauptrollen in dem 1981 erschienenen Gesprächsfilm Mein Essen mit André unter Regie von Louis Malle. Gregory und Shawn erhielten unter anderem den Boston Society of Film Critics Award für das beste Drehbuch.
Als Schauspieler debütierte Shawn 1979 in der Komödie Manhattan unter der Regie von Woody Allen, mit dem er später noch bei fünf weiteren Filmen zusammenarbeitete. In der Folge spielte er viele komödiantische Figuren und Charakterrollen. Zu seinen komödiantischen Filmrollen zählen etwa der groteske Schurke Vizzini in dem Märchenfilm Die Braut des Prinzen (1987) und der depressive Lehrer Mr. Hall in der Teenie-Komödie Clueless – Was sonst! (1995). In der Animationsfilmreihe Toy Story leiht Shawn in der englischen Originalfassung der Figur des Rex seine Stimme. Im Fernsehen hatte Shawn neben zahlreichen Gastrollen unter anderem wiederkehrende Nebenrollen als Grand-Nagus Zek in Star Trek: Deep Space Nine, als Jeff Engels in der Cosby Show, als Howard Stiles in Crossing Jordan, als Cyrus Rose in Gossip Girl und seit 2018 als Dr. John Sturgis in Young Sheldon. Meistens als Nebendarsteller eingesetzt, hatte Shawn unter anderem Hauptrollen in Louis Malles Vanja auf der 42. Straße  (1994), in dem auf Henrik Ibsens Baumeister Solness basierendem Film The Master Builder (2013) und in Woody Allens Rifkin’s Festival (2020).
2001 wurde Shawn in die American Academy of Arts and Sciences und 2006 in die American Academy of Arts and Letters gewählt. Er ist mit der Schriftstellerin Deborah Eisenberg in einer Beziehung.

## Filmografie (Auswahl)
- 1979: Hinter dem Rampenlicht (All That Jazz)
- 1979: Manhattan
- 1980: Atlantic City, USA
- 1980: Simon, der Außerirdische (Simon)
- 1981: Mein Essen mit André (My Dinner with Andre)
- 1983: Das Geheimnis von Centreville (Strange Invaders)
- 1984: Crackers – Fünf Gauner machen Bruch
- 1984: Die Damen aus Boston (The Bostonians)
- 1984: Hotel New Hampshire (The Hotel New Hampshire)
- 1985: Die Himmelsstürmer (Heaven Help Us)
- 1987: Die Braut des Prinzen (The Princess Bride)
- 1987: Radio Days
- 1987: Das Schlafzimmerfenster (The Bedroom Window)
- 1988: Wilde Jahre in Paris (The Moderns)
- 1989: Luxus, Sex und Lotterleben (Scenes from the Class Struggle in Beverly Hills)
- 1989: Hände weg von meiner Tochter (She’s Out of Control)
- 1989: Wir sind keine Engel (We’re No Angels)
- 1991: Schatten und Nebel (Shadows and Fog)
- 1992: Mom und Dad retten die Welt (Mom and Dad Save the World)
- 1993–1999: Star Trek: Deep Space Nine (Fernsehserie, 7 Folgen)
- 1994: Vanja auf der 42. Straße (Vanya on 42nd Street)
- 1994: Mrs. Parker und ihr lasterhafter Kreis (Mrs. Parker and the Vicious Circle)
- 1994–1995: Die Nanny Staffel 2, Folge 8
- 1995: Toy Story (Stimme)
- 1995: Clueless – Was sonst! (Clueless)
- 1996: Hausarrest (House Arrest)
- 1997: Sterben und erben (Critical Care)
- 1997: Die schrillen Vier in Las Vegas (Vegas Vacation)
- 1998: Die Arche Norman (Noah)
- 1999: Der Onkel vom Mars (My Favorite Martian)
- 2001: Im Bann des Jade Skorpions (The Curse of the Jade Scorpion)
- 2001–2006: Crossing Jordan – Pathologin mit Profil (Crossing Jordan, Fernsehserie, 8 Folgen)
- 2001: Die Monster AG (Monsters, Inc., Stimme)
- 2003: Die Geistervilla (The Haunted Mansion)
- 2004: Marie and Bruce
- 2004: Melinda und Melinda (Melinda and Melinda)
- 2004: Sex and the City (Fernsehserie, 1 Folge)
- 2005: Stargate – Kommando SG-1 (Stargate SG-1, Fernsehserie, 1 Folge)
- 2005: Desperate Housewives (Fernsehserie, 1 Folge)
- 2006: Criminal Intent (Fernsehserie, 1 Folge)
- 2006: Southland Tales
- 2006: Air Buddies – Die Welpen sind los (Air Buddies, Stimme)
- 2007: New York City Serenade
- 2008: The L Word – Wenn Frauen Frauen lieben (The L Word, Fernsehserie, 5 Folgen)
- 2008: Kit Kittredge: An American Girl
- 2008–2012: Gossip Girl (Fernsehserie, 11 Folgen)
- 2009: Life on Mars (Fernsehserie, 1 Folge)
- 2009: Emergency Room – Die Notaufnahme (ER, Fernsehserie, 1 Folge)
- 2009, 2018: Law & Order: Special Victims Unit (Fernsehserie, 2 Folgen)
- 2010: Reine Fellsache (Furry Vengeance)
- 2010: Toy Story 3 (Stimme)
- 2010: Cats & Dogs: Die Rache der Kitty Kahlohr (Cats & Dogs: The Revenge of Kitty Galore, Stimme)
- 2011–2012: Eureka – Die geheime Stadt (Eureka, Fernsehserie, 3 Folgen)
- 2011–2015: Kung Fu Panda (Fernsehserie, 11 Folgen, Stimme)
- 2012: Vamps – Dating mit Biss (Vamps)
- 2012: Saiten des Lebens (A Late Quartet)
- 2012: Partysaurus Rex (Stimme)
- 2013: The Double
- 2013: The Master Builder
- 2013–2015: Good Wife (The Good Wife, Fernsehserie, 3 Folgen)
- 2014: Detective Laura Diamond (The Mysteries of Laura, Fernsehserie, Folge 1x04)
- 2014–2018: Mozart in the Jungle (Fernsehserie, 6 Folgen)
- 2017: Ein Cop und ein Halber: Eine neue Rekrutin (Cop and a Half: New Recruit)
- 2017: Nola Darling (Fernsehserie, 2 Folgen)
- 2017, 2019: The Marvelous Mrs. Maisel (Fernsehserie, 2 Folgen)
- 2018: Book Club – Das Beste kommt noch (Book Club)
- 2018–2024: Young Sheldon (Fernsehserie, 52 Folgen)
- 2018–2022: The Good Fight (Fernsehserie)
- 2019: Marriage Story
- 2019: A Toy Story: Alles hört auf kein Kommando (Toy Story 4, Stimme)
- 2020: Rifkin’s Festival
- 2021: Gossip Girl (Fernsehserie, 1 Folge)
- 2021: Die Addams Family 2 (The Addams Family 2, Stimme)
- 2022: Evil (Fernsehserie, 1 Folge)
- 2023: Kiff (Fernsehserie, 1 Folge)

## Werke (Auswahl)
- Wallace Shawn: Das Fieber. Monolog. Rowohlt, Reinbek 1992, ISBN 3-498-06268-9.
- Wallace Shawn: Marie and Bruce. A Play. Grove Press, New York 1980, ISBN 0-394-17661-8.
- Wallace Shawn: Aunt Dan and Lemon. A play. Grove Press, New York 1985, ISBN 0-394-54946-5.
- Wallace Shawn: Mein Essen mit André. Ein Drehbuch. Alexander, Berlin 2003, ISBN 3-89581-103-3.
- Wallace Shawn: The Designated Mourner. Faber, London 1996, ISBN 0-571-17911-8.

## Auszeichnungen
- 1982: Boston Society of Film Critics Awards für das beste Drehbuch für Mein Essen mit André.
- 1995: Chlotrudis Award als Bester Schauspieler in Wanja auf der 42. Straße.